# Castiglioncello (przystanek kolejowy)
Castiglioncello (wł. Stazione di Castiglioncello) – przystanek kolejowy w Castiglioncello (gmina Rosignano Marittimo), w prowincji Livorno, w regionie Toskania, we Włoszech. Znajduje się na linii Piza – Rzym. 
Według klasyfikacji RFI ma kategorię brązową.

## Linie kolejowe
- Linia Piza – Rzym

## Połączenia
Przystanek jest obsługiwany przez pociągi regionalne Trenitalia, przeprowadzane w ramach umów o świadczenie usług określonych w regionie Toskanii, zwanych "Memorario".